# American Radiator Building
Az American Radiator Building (más néven American Standard Building) egy korai felhőkarcoló New York Manhattan városrészében, a West 40th Street 40. szám alatt, a Bryant Parktól délre. Raymond Hood és André Fouilhoux tervezte neogótikus és art deco stílusban az American Radiator Company számára. Az American Radiator Building eredeti része, egy 103 méter magas, 23 emeletes torony 1924-ben készült el. Az eredeti toronytól nyugatra egy ötemeletes melléképületet építettek hozzá 1936 és 1937 között. Jelentőségét különleges stílusa adja, nemzetközi szinten is az art deco egyik legszebb alkotásaként tartják számon.
Az eredeti építmény egy tizennyolc emeletes toronyból áll, amely egy ötemeletes alap felett helyezkedik el, míg a nyugati melléképület csak öt emelet magas. Az American Radiator Building homlokzata túlnyomórészt fekete téglából készült. Aranyszínű díszítéseket használnak az épület hátulján és a csúcsokon. Hood az eredeti szerkezetet önálló, elkülönülő épületnek szánta, ami megkövetelte, hogy azt visszahúzzák a telekhatártól, ám ez csökkentette a maximálisan rendelkezésre álló helyet. Belül az alagsor, az első és a második emeletet eredetileg kiállítási bemutatótermeknek tervezték, míg a felsőbb emeletek irodahelyiségként szolgáltak. 
Az épület öt évvel az American Radiator Company és a Standard Sanitary Manufacturing Company egyesülése előtt készült el, és így jött létre az American Radiator and Standard Sanitary Corporation, a későbbi American Standard. Az American Standard 1988-ban eladta az épületet egy japán vállalatnak. A főépületet 1998-ban adták el Philip Pilevskynek, aki 2001-ben megnyitotta benne a Bryant Park Hotelt. A melléképület 2001-től 2009-ig Katharine Gibbs School néven iskolaként működött, majd 2012-ben a City University of New York a Guttman Community College-nak adták át. Az American Radiator Building New York város által védett műemlék, és szerepel a National Register of Historic Places listáján.

## Képek

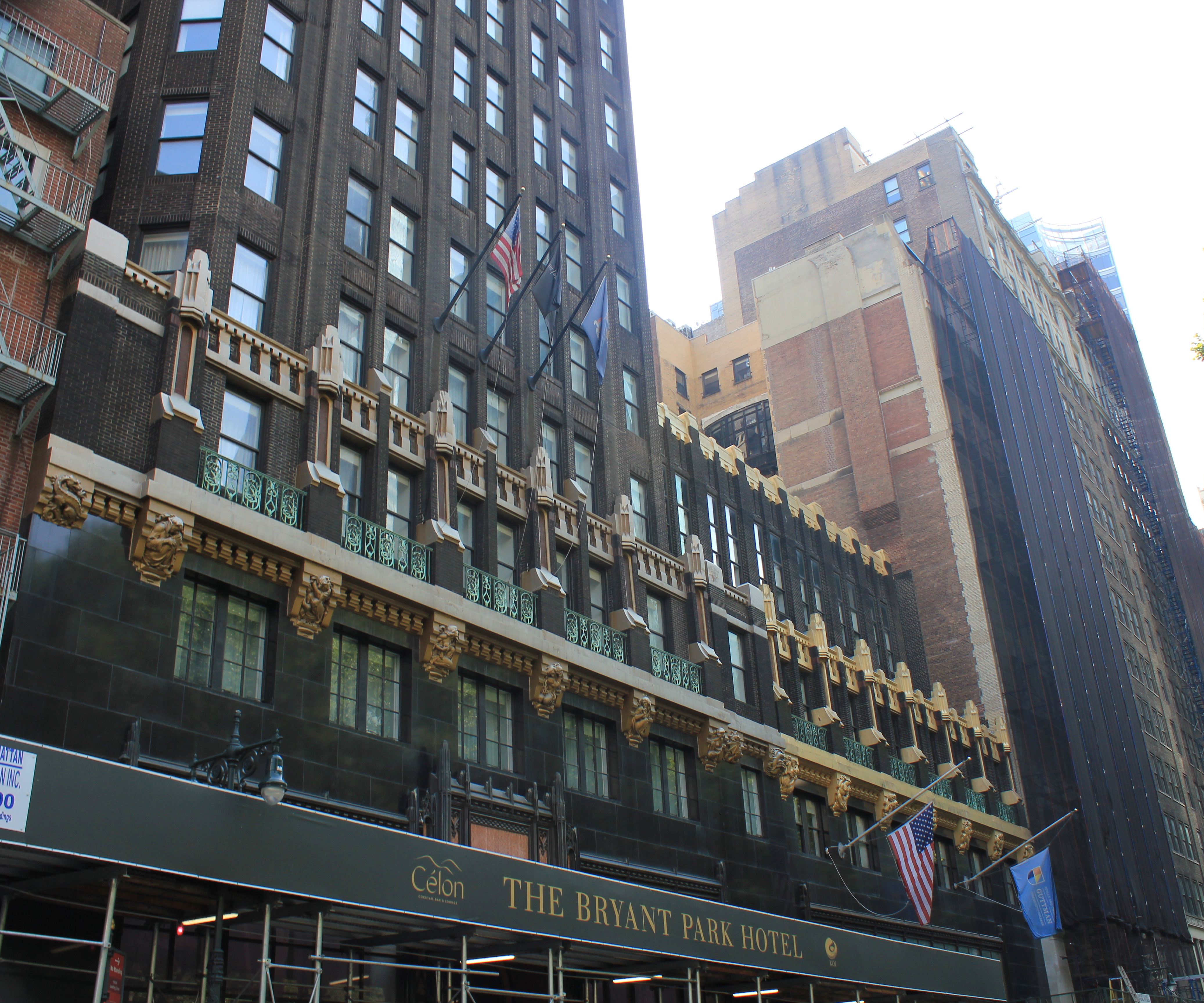
Épületalapzat melléképülettel (jobbra)
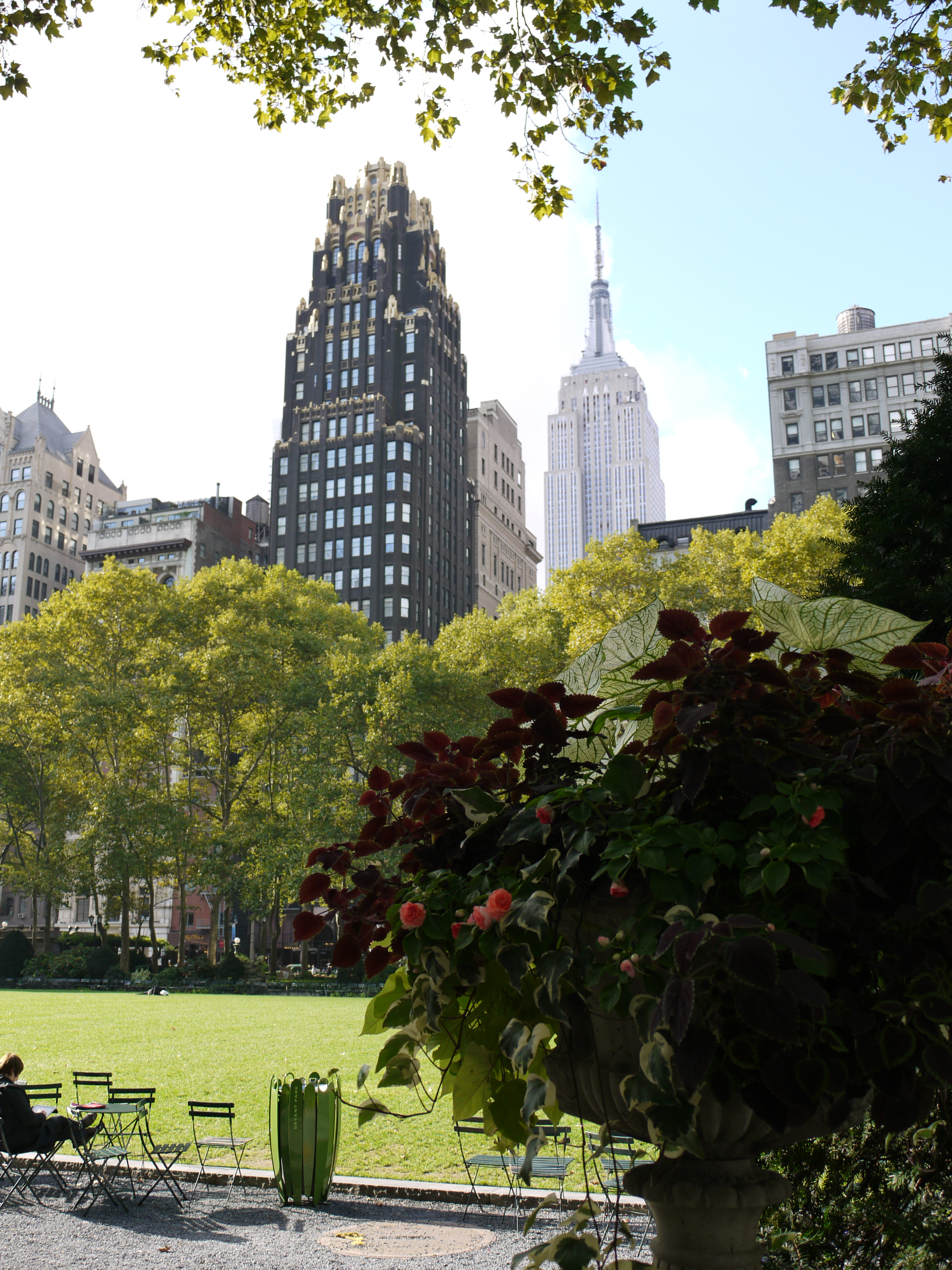
Kilátás a Bryant Parkból a Radiator Buildingre (2011)
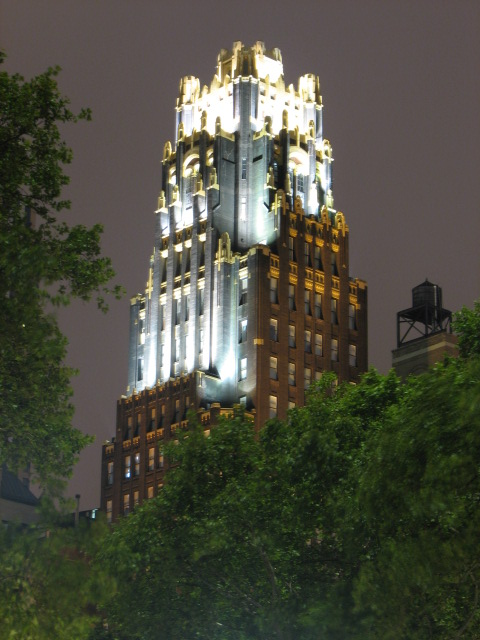
A kivilágított épület éjszaka
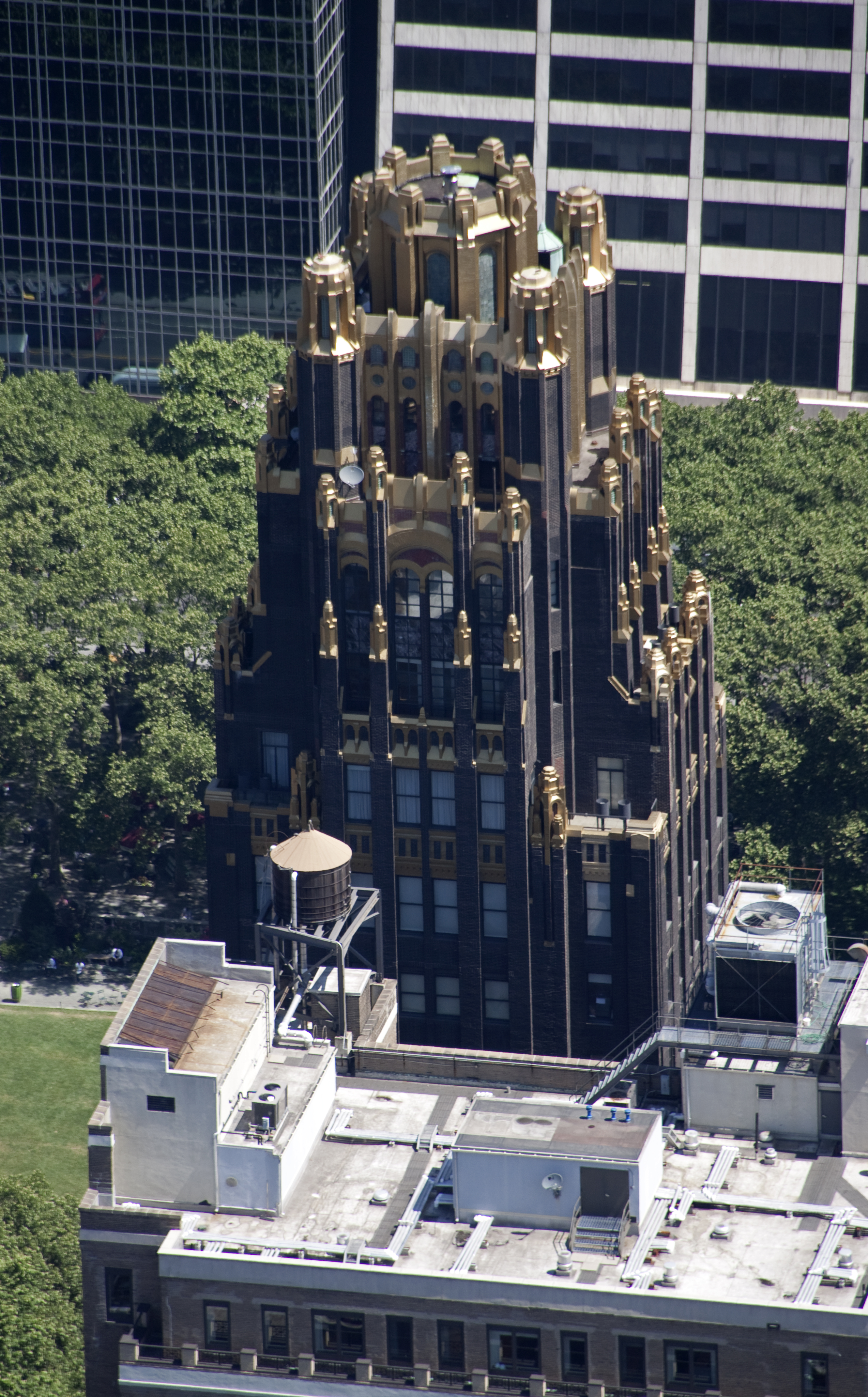
Kilátás az épület tetejére

## Fordítás
- Ez a szócikk részben vagy egészben  az   American Radiator Building című angol Wikipédia-szócikk ezen változatának fordításán alapul.  Az eredeti cikk szerkesztőit annak laptörténete sorolja fel. Ez a jelzés csupán a megfogalmazás eredetét és a szerzői jogokat jelzi, nem szolgál a cikkben szereplő információk forrásmegjelöléseként.